# Bismillah Khan

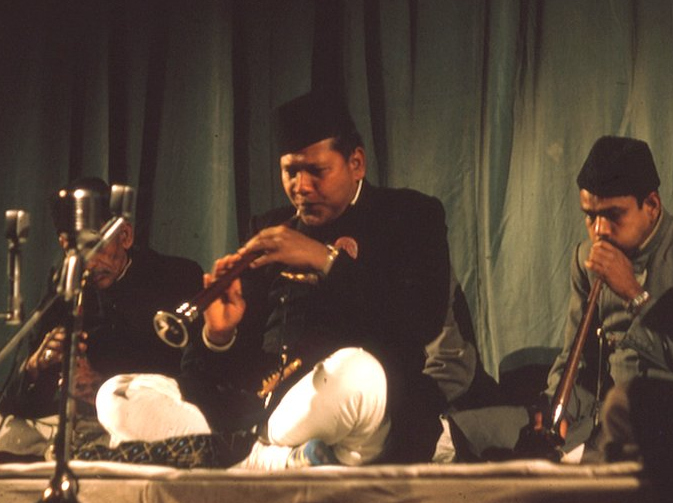
Bismillah Khan (1964) von zwei Shehnai-Spielern begleitet. Üblicherweise ergänzte in seinen Konzerten eine Shehnai die Melodielinie, und mindestens ein weiteres Instrument ersetzte als Sur Shehnai den sonst von der Tanpura gespielten Bordunton

Bismillah Khan (Hindi: बिस्मिल्ला ख़ां; * 21. März 1916 in Dumraon, Bihar; † 21. August 2006 in Varanasi, Uttar Pradesh) war einer der populärsten indischen Musiker seiner Zeit. Er spielte die indische Kegeloboe Shehnai.

## Leben
Bismillah Khan wurde 1916 in Dumraon, einem kleinen Dorf nahe der Stadt Buxar im indischen Bundesstaat Bihar, geboren. Sein Geburtsname war Qamaruddin, der spätere Rufname bezieht sich auf die Eröffnungsformel der Koransuren Bismillah oder Basmala. Er wuchs in einer Musikerfamilie auf, die als Hofmusiker im Staat Dumraon in Bihar wirkten. Er lernte das Instrumentalspiel bei seinem Onkel Ali Baksh „Vilayatu“. Sein Unterricht begann, wie in Musikerkreisen üblich sehr früh, mit sechs Jahren.
Bismillah Khan befreite die Shehnai aus dem Umfeld der Hochzeits- und Prozessionsmusik und führte das Volksmusikinstrument in die klassische indische Musik ein. Als Meilenstein gilt sein erstes klassisches Konzert 1937 bei der Calcutta All India Music Conference. Legendär ist Khans Auftritt im Jahr 1947, als er zur Unabhängigkeit Indiens vom Vereinigten Königreich spielte.
Der gläubige Muslim galt als Inbegriff für den religiösen Pluralismus und das friedliche Miteinander der Kulturen Indiens. Er war Schüler des geistigen Meisters Prem Rawat. Im Jahr 2001 erhielt er für seine Verdienste die höchste zivile indische Auszeichnung, den Bharat Ratna.
Bismillah Khan starb 2006 an einem Herzinfarkt. Er wurde zusammen mit seinem Lieblingsinstrument bestattet. Die indische Regierung rief einen nationalen Trauertag aus.